# Haltérophilie aux Jeux olympiques d'été de 2020 - Moins de 59 kg femmes
Navigation
Rio 2016 Paris 2024
L'épreuve des moins de 59 kg femmes  en haltérophilie des Jeux olympiques d'été de 2020 a eu lieu le 27 juillet 2021 au Tokyo International Forum.

## Records
Avant cette compétition, les records dans cette discipline étaient :
| Record du monde  | Arraché     | Kuo Hsing-chun (TPE) | 110 kg | Tachkent, Ouzbékistan | 19 avril 2021     |
| Record du monde  | Épaulé-jeté | Kuo Hsing-chun (TPE) | 140 kg | Pattaya, Thaïlande    | 21 septembre 2019 |
| Record du monde  | Total       | Kuo Hsing-chun (TPE) | 247 kg | Tachkent, Ouzbékistan | 19 avril 2021     |
| Record olympique | Arraché     | Norme olympique      | 102 kg | –                     | 1er novembre 2018 |
| Record olympique | Épaulé-jeté | Norme olympique      | 127 kg | –                     | 1er novembre 2018 |
| Record olympique | Total       | Norme olympique      | 229 kg | –                     | 1er novembre 2018 |

Les records suivants ont été établis pendant la compétition :
| Arraché     | 103 kg | Kuo Hsing-chun | OR |
| Épaulé-jeté | 133 kg | Kuo Hsing-chun | OR |
| Total       | 236 kg | Kuo Hsing-chun | OR |

## Programme
L'épreuve des moins de 59 kg se déroule sur une journée selon le programme suivant :
Tous les horaires correspondent à l'UTC+9
| Date                  | Horaire | Manche   |
| --------------------- | ------- | -------- |
| Mardi 27 juillet 2021 | 11 h 50 | Groupe B |
| Mardi 27 juillet 2021 | 15 h 50 | Groupe A |

## Médaillés
| Or             | Argent         | Bronze      |
| Kuo Hsing-chun | Polina Guryeva | Mikiko Ando |

## Résultats
Kuo Hsing-chun remporte l'épreuve.
| Rang | Athlète               | Nation          | Groupe | Poids | Arraché (kg) | Arraché (kg) | Arraché (kg) | Arraché (kg) | Épaulé-jeté (kg) | Épaulé-jeté (kg) | Épaulé-jeté (kg) | Épaulé-jeté (kg) | Total  |
| Rang | Athlète               | Nation          | Groupe | Poids | 1            | 2            | 3            | Résultat     | 1                | 2                | 3                | Résultat         | Total  |
| ---- | --------------------- | --------------- | ------ | ----- | ------------ | ------------ | ------------ | ------------ | ---------------- | ---------------- | ---------------- | ---------------- | ------ |
| 1    | Kuo Hsing-chun        | Taipei chinois  | A      | 58.65 | 100          | 103          | 103          | 103 OR       | 125              | 133              | 141              | 133 OR           | 236 OR |
| 2    | Polina Guryeva        | Turkménistan    | A      | 58.95 | 93           | 96           | 96           | 96           | 116              | 119              | 121              | 121              | 217    |
| 3    | Mikiko Ando           | Japon           | A      | 58.70 | 92           | 94           | 96           | 94           | 116              | 120              | 120              | 120              | 214    |
| 4    | Dora Tchakounté       | France          | A      | 58.55 | 93           | 96           | 98           | 96           | 112              | 117              | 120              | 117              | 213    |
| 5    | Hoàng Thị Duyên       | Viêt Nam        | A      | 58.65 | 95           | 95           | 98           | 95           | 113              | 119              | 119              | 113              | 208    |
| 6    | Yusleidy Figueroa     | Venezuela       | A      | 58.80 | 88           | 88           | 91           | 91           | 115              | 120              | 125              | 115              | 206    |
| 7    | Izabella Yaylyan      | Arménie         | A      | 58.15 | 90           | 95           | 97           | 95           | 110              | 115              | 115              | 110              | 205    |
| 8    | Zoe Smith             | Grande-Bretagne | A      | 58.95 | 87           | 87           | 91           | 87           | 113              | 116              | 119              | 113              | 200    |
| 9    | Tali Darsigny         | Canada          | B      | 59.00 | 86           | 88           | 90           | 90           | 106              | 109              | 109              | 109              | 199    |
| 10   | Sabine Kusterer       | Allemagne       | B      | 58.70 | 88           | 90           | 91           | 91           | 107              | 107              | 109              | 107              | 198    |
| 11   | Maria Grazia Alemanno | Italie          | B      | 58.95 | 85           | 88           | 89           | 85           | 100              | 105              | 105              | 100              | 185    |
| 12   | Erika Yamasaki        | Australie       | B      | 58.75 | 75           | 78           | 78           | 75           | 95               | 100              | 100              | 95               | 170    |
| –    | Magdeline Moyengwa    | Botswana        | B      | 58.05 | 65           | 70           | 70           | 70           | 80               | 80               | 80               | –                | –      |
| –    | Alexandra Escobar     | Équateur        | A      | 58.75 | 95           | 95           | 95           | –            | –                | –                | –                | –                | DNF    |